# Brasilentulus africanus
Brasilentulus africanus är en urinsektsart som beskrevs av Sören Ludvig Paul Tuxen 1979. Brasilentulus africanus ingår i släktet Brasilentulus och familjen lönntrevfotingar. Inga underarter finns listade.